# صلح داخلی
"صلح داخلی" داستان کوتاه نوشتهٔ چینوآ آچبه (Chinua Achebe) در سال ۱۹۷۱ است. این داستان دربارهٔ تأثیرات جنگ داخلی نیجریه (۱۹۷۰–۱۹۶۷) بر مردم و "صلح داخلی" متعاقب آن است.

## خلاصه داستان
داستان پس از پایان جنگ داخلی در شرق نیجریه آغاز می‌شود. قهرمان داستان، جاناتان ایوگبو (Jonathan Iwegbu)، توانسته بود دوچرخه خود را نگه دارد که برای درآمدزایی آن را به تاکسی تبدیل می‌کند. در طی دو هفته او ۱۵۰ پوند پول درمی‌آورد. جاناتان برای جستجوی خانه‌اش به انوگو سفر می‌کند، و با کمال تعجب خانه‌اش را سالم و سرپا می‌بیند، در حالی که دیگر ساختمان‌های اطراف آن تخریب شده‌اند. خانه به کمی تعمیر نیاز دارد، پس جاناتان وسایلی را از اطراف پیدا می‌کند و کاری می‌کند که خانه‌اش دوباره شبیه یک خانه شود. سپس خانواده‌اش را برمی‌گرداند. کل خانواده سخت تلاش می‌کنند تا زندگی‌شان را از نو بسازند. درحالیکه ماریا کوفتهٔ آکارا می‌پزد تا به همسایه‌ها بفروشد، بچه‌ها انبه می‌چینند تا به همسر سربازها بفروشند. جاناتان وقتی که می‌فهمد کار به عنوان معدنچی برای او ممکن نیست، تصمیم می‌گیرد بیرون از خانه یک بار مشروب‌فروشی برای سربازها باز کند.
به خاطر تحویل ارز شورشیان به خزانه‌داری، دولت لطفی در حق جاناتان می‌کند و ۲۰ پوند ارز قانونی در عوض آن به جاناتان می‌دهد. شب بعد، گروه بزرگی از سارقان به خانهٔ او می‌آیند و ۱۰۰ پوند از او طلب می‌کنند. وقتی جاناتان پاسخ می‌دهد که فقط ۲۰ پوند دارد، رهبر سارقین از او می‌خواهد پول را از پنجره باز تحویل دهد. بعد از گرفتن پول، زندگی برای جاناتان مثل همیشه ادامه دارد زیرا «هیچ چیز خدا را متحیر نمی‌کند»، به این معنی که این سرقت در نظر خداوند معنای والاتری نسبت به آنچه برای جاناتان به نظر می‌رسید، دارد.

## بررسی اجمالی شخصیت
جاناتان ایوگبو
جاناتان ایوگبو، قهرمان داستان «صلح داخلی»، هستهٔ خوش بین کل داستان است. علی‌رغم ویرانی‌های اخیر در جنگ بیافران، جاناتان لحنی شاد را در برابر مرگ نشان می‌دهد. خوش‌بینی جاناتان برای اولین بار در پاراگراف اول، وقتی که فریاد می‌زند چقدر از زندگی خوشحال است، نشان داده می‌شود. نقل قولی که تا پایان کتاب تکرار می‌شود این نکته را منعکس می‌کند که تم داستان «چیزی خدا را متحیر نمی‌کند» است. و سپس به توضیح دادن ادامه می‌دهد «او با پنج نعمت گرانبها جنگ را به پایان رساند --- خودش، همسرش ماریا، و سه نفر از چهار فرزندشان.» قهرمان داستان خوشحال است زیرا اکنون می‌تواند از همراهی افراد زنده لذت ببرد، به جای اینکه برای درگذشتگان غمگین باشد. خوش‌بینی جاناتان وقتی برای اولین بار خانه‌اش را دید که کمی آسیب دیده بود، همچنان ادامه داشت. "اما این چه بود؟" و سپس او به توضیح دادن ادامه می‌دهد که او روزها به اندازه کافی فرصت برای جستجوی مواد داشت «قبل از اینکه هزاران نفر دیگر از غارهای خود در جنگل بیرون بیایند و به دنبال همان چیزها بروند،» که بیشتر بر خوش‌بینی او و فواید آن تأکید دارد. بعداً در داستان، جاناتان یک بار باز می‌کند، و شغلی جدید ایجاد می‌کند به جای این که مدام به این فکر کند که شغل سابقش، استخراج زغال سنگ، دیگر در دسترس نیست. خوش‌بینی جاناتان تا پایان داستان حتی وقتی کل پول‌هایش توسط سارقان به سرقت می‌رود تزلزل ناپذیر است.

## زمینهٔ تاریخی
بیشتر نوشته‌های چینوآ آچبه از وقایع جنگ بیافران و پاسخ به جنگی که برای بسیاری از نویسندگان ایگبو، مبارزه‌ای برای بقا، جستجو برای آغازی جدید برای آفریقا و بازتعریف هویت سیاه پوستان در زمینهٔ رفتاری پیچیدهٔ جهانی بود، الهام گرفته شده است. چینوآ آچبه که در آن زمان رمان‌نویس برجسته‌ای بود، در فعالیت‌های ادبی پس از جنگ ایگبو پیشگام بود. آچبه اظهار دارد:
برای من واضح است که نویسندهٔ خلاق آفریقایی که سعی می‌کند از مسائل اجتماعی و سیاسی مهم آفریقای معاصر اجتناب کند، در نهایت کاملاً بی‌معنی خواهد بود --- مثل مرد نادانی که در ضرب‌المثل خانهٔ در حال سوختن را رها می‌کند تا به دنبال موشی برود که از شعله‌ها فرار می‌کند.
آچبه این واقعیت که بحران بیافران تأثیر زیادی بر خلاقیت او داشته را پنهان نمی‌کند.